# José María Rodríguez Mérida (La Panga)
Colonia José María Rodríguez Mérida también conocida simplemente como La Panga, es una localidad mexicana del estado de Baja California y dentro del municipio de Mexicali. Según datos del INEGI, se encuentra ubicada en las coordenadas 32°38'25" de latitud norte y 114°50'59" de longitud oeste; y contaba con una población de 1,275 habitantes en el año 2010. A finales del 2001 se le consideraba en el ámbito municipal, como un poblado y pertenece a la delegación Morelos.

## Toponimia
La colonia o poblado José María Rodríguez Mérida, recibe su nombre como un homenaje al sexto presidente municipal de Mexicali, el cual fungió de 1965 a 1968. “La Panga” es el nombre tradicional del poblado, muy probablemente impuesto en los albores del poblamiento de esa zona, ya que esta es aledaña al canal Álamo anteriormente arroyo o río Álamo el cual fue utilizado en la primera obra de irrigación del valle de Mexicali.

## Geografía
El poblado se encuentra en la zona noreste del valle de Mexicali, muy cerca, al sur, casi conurbado con este poblado, se encuentra Cuervos. Sus vías principales la constituyen las carreteras estatales 15 y 64. La carretera estatal 15 hacia el sur conecta con la carretera estatal 64 dentro del poblado de Ciudad Morelos y a su extremo norte con la Estatal 8, que recorre una buena porción del municipio conectando la ciudad de Mexicali y los ejidos Islas Agrarias A y B en el oeste con Los Algodones en el extremo este. Por la carretera 15 al norte, antes de llegar a la 8, se encuentra el poblado Orive de Alva a un kilómetro de La Panga. La carretera estatal 64 toca el límite sureste de La Panga, conecta hacia el oeste con Cuervos a alrededor de 270 metros de distancia y hacia el este con el centro de población del ejido República Mexicana que dista casi 3.2 km.